# 瓦差拉·布拉那古埃
瓦差拉·布拉那古埃（1991年8月8日—），泰國男子羽毛球運動員。

## 簡歷
2014年5月，瓦差拉·布拉那古埃出戰樂魚羽毛球國際系列賽，分別與特拉武特·波提恩和帕泰玛斯·门翁合作贏得男子雙打及混合雙打比賽冠軍。

## 主要比賽成績
只列出曾進入準決賽的國際賽事成績：
| 年份   | 賽事                     | 公開賽級別 | 項目     | 拍檔             | 成績   |
| ------ | ------------------------ | ---------- | -------- | ---------------- | ------ |
| 2014年 | 樂魚羽毛球國際系列賽     | 國際系列賽 | 男子雙打 | 特拉武特·波提恩  | 冠軍   |
| 2014年 | 樂魚羽毛球國際系列賽     | 國際系列賽 | 混合雙打 | 帕泰玛斯·门翁    | 冠軍   |
| 2014年 | 斯里蘭卡羽毛球國際賽     | 國際挑戰賽 | 男子雙打 | 特拉武特·波提恩  | 準決賽 |
| 2016年 | 馬來西亞羽毛球國際挑戰賽 | 國際挑戰賽 | 男子雙打 | 阿里夫阿都拉迪夫 | 準決賽 |

| 2007-2017年 | 首要超級賽 | 超級賽 | 黃金大獎賽 | 大獎賽 | 國際挑戰賽 | 國際系列賽 | 未來系列賽 | 其他 |

| 2018-2026年 | 總決賽 | 超級1000賽 | 超級750賽 | 超級500賽 | 超級300賽 | 超級100賽 | 國際挑戰賽 | 國際系列賽 | 未來系列賽 | 其他 |